# Oecetis kokalos
Oecetis kokalos là một loài Trichoptera trong họ Leptoceridae. Chúng phân bố ở vùng Indomalaya.